# Rotokas
Das Rotokas ist eine Sprache mit etwa 4320 Sprecherinnen und Sprechern. Es handelt sich um eine von acht Papuasprachen, die auf der Salomonen-Insel Bougainville gesprochen werden.
Die Sprache ist in der Sprachwissenschaft vor allem deswegen bekannt, weil sie über die kleinste bekannte Anzahl von Sprachlauten verfügt und im Gegensatz zu fast allen anderen gesprochenen Sprachen der Welt nicht über Nasale verfügt. Laut Allen & Hurd (1963) gibt es vier Dialekte des Rotokas: Zentral-Rotokas, Aita, Pipipaia und Atsilima, wobei nur das Zentral-Rotokas als einigermaßen untersucht gilt.

## Sprachwissenschaftliche Beschreibung
Das Rotokas verfügt über die fünf Vokale /a/, /e/, /i/, /o/ und /u/ und nur sechs Konsonanten. Zumindest in einigen Dialekten gibt es einen Unterschied zwischen kurzen und langen Vokalen. Bei den Konsonanten handelt es sich um die stimmlosen /p/, /t/, /k/ und ihre stimmhaften Gegenstücke /b/, d und g, Beim Rotokas handelt es sich um eine verbfinale Sprache, Adjektive und Demonstrativpronomen stehen nach dem Nomen, auf das sie sich beziehen.